# Sergei Michailowitsch Perschin
Sergei Michailowitsch Perschin (russisch Сергей Михайлович Першин; * 27. März 1949 in Ischimbai) ist ein russischer Physiker und Astronom. Er beschäftigt sich mit Lasern und ihrer Anwendung zur Materialanalyse, insbesondere in der Umwelt- und Planetenforschung.

## Leben und Werk
Perschin wurde an der Lomonossow-Universität 1976 promoviert. Von 1980 bis 1985 war er dort Professor der Physik. Seit 1985 arbeitet er an Instituten der Russischen Akademie der Wissenschaften. Von 1985 bis 2001 war er Gruppenleiter am Institut für Weltraumforschung, wobei er unter anderem an zwei (am Ende gescheiterten) Marsmissionen, der russischen Mission "Phobos-86" und als Projektleiter am LIDAR-Detektor des Mars Surveyor 1998 Lander beteiligt war. Seit 2001 ist er Gruppenleiter im Zentrum für Wellenforschung am Prochorow-Institut für Allgemeine Physik (PGPI / GPI RAS) der Russischen Akademie der Wissenschaften. Perschin beschäftigt sich hauptsächlich mit Grundlagenforschung über Laser und nichtlineare Optik sowie Anwendungen von Lasern zur Analyse von Materialien, insbesondere der Lidartechnik, die auch in der Umweltforschung und zur Analyse der Zusammensetzung von Planetenatmosphären Verwendung findet, und der laserinduzierten Plasmaspektroskopie (LIBS). 2019 wurde er als Kandidat für die korrespondierende Mitgliedschaft in der Russischen Akademie der Wissenschaften in der Abteilung für Geowissenschaften nominiert.

## Schriften (Auswahl)
- A. Bunkin, V. Klinkov, V. Lednev, D. Lushnikov, A. Marchenko, E. Morozov, S. Pershin, R. Yulmetov: Remote sensing of seawater and drifting ice in Svalbard fjords by compact Raman lidar. In: Appl. Opt. Band 51, 2012, S. 5477–5485, doi:10.1364/AO.51.005477.
- F. Colao, V. Lazic, R. Fantoni, S. Pershin: A comparison of single and double pulse laser-induced breakdown spectroscopy of aluminum samples. In: Spectrochimica Acta Part B-Atomic Spectroscopy. Band 57, Nr. 7, 2002, S. 1176–1179, doi:10.1016/S0584-8547(02)00058-7.
- A.F. Bunkin, A.A. Nurmatov, S.M. Pershin: Coherent four-photon spectroscopy of low-frequency molecular librations in a liquid. In: Physics-Uspekhi. Band 49, Nr. 8, 2006, S. 855–861, doi:10.1070/PU2006v049n08ABEH006765.
- S. M. Pershin, F. Colao, V. Spizzichino,: Quantitative analysis of bronze samples by laser-induced breakdown spectroscopy (LIBS): A new approach, model, and experiment. In: Laser Physics. Band 16, Nr. 3, 2006, S. 455–467, doi:10.1134/S1054660X06030066.
- A. F. Bunkin, A. A. Nurmatov, S. M. Pershin et al.: Four-photon coherent spectroscopy of orientational motion of H(2)O molecules in liquid water. In: Journal of Raman Spectroscopy. Band 36, Nr. 2, 2005, S. 145–147, doi:10.1002/jrs.1291.
- I. Prochazka, K. Hamal, S. M. Pershin: Solid state detector package for the Mars laser transponder. Laser Radar: Ranging and Atmospheric Lidar Techniques III. In: U. Schreiber, C. H. Werner, G. W. Kamerman, U. N. Singh (Hrsg.): Proceedings of the Society of Photo-optical Instrumentation Engineers (SPIE). Band 4546, 2002, S. 64–65, doi:10.1117/12.453983.